# Haliclona ruetzleri
Haliclona ruetzleri är en svampdjursart som beskrevs av de Weerdt 2000. Haliclona ruetzleri ingår i släktet Haliclona och familjen Chalinidae.
Artens utbredningsområde är Belize. Inga underarter finns listade i Catalogue of Life.